# Sam Porto
Sam Porto (Brasília, 25 de agosto 1995) é um tatuador e modelo brasileiro. Foi o primeiro homem trans a desfilar no São Paulo Fashion Week.
Desfilou para Ellus, Cavalera e fez parte de editais de moda de publicações como Marie Claire. Sam Porto estampou capas das principais revistas de moda brasileira. Participou da campanha Proud My Calvins de roupas íntimas para Calvin Klein. A performance de Sam Porto teve repercussão internacional, sendo publicada no Washington Post. Sam Porto é integrante do elenco da Way Model.

## Biografia
Sam Porto nasceu em Brasília, em 1995. Estreou como modelo em 2019 e foi o primeiro homem trans a desfilar no São Paulo Fashion Week (SPFW). Foi destaque na passarela, ajoelhando-se e pedindo respeito às pessoas trans com as palavras "respeito trans" escritas no abdômen. O modelo também posou para Mario Testino, para a ÁLG, de Alexandre Herchcovitch, estrelou na capa da Vogue, desfilou para Ellus, Cavalera e fez parte de editais de moda de publicações como Marie Claire. A performance de Sam Porto teve repercussão internacional, sendo publicada no Washington Post. Sam é integrante do elenco da Way Model e faz parte da ROCK MGT.
Sam Porto estampou capas das principais revistas de moda brasileira. Participou da campanha  Proud My Calvins de roupas íntimas para Calvin Klein.
Após foto de Bianca Andrade no Instagram beijando Sam Porto para uma campanha publicitária, houve boatos de que os dois estariam tendo um relacionamento desde novembro do ano de 2022. Bianca desmentiu o boato na TV Fama afirmando aos telespectadores de que se tratava apenas de uma gravação profissional.